# Babybel
Mini Babybel (/ˈbæbɪbɛl/) — французский бренд сырных закусок, которые имеют различные вкусы.

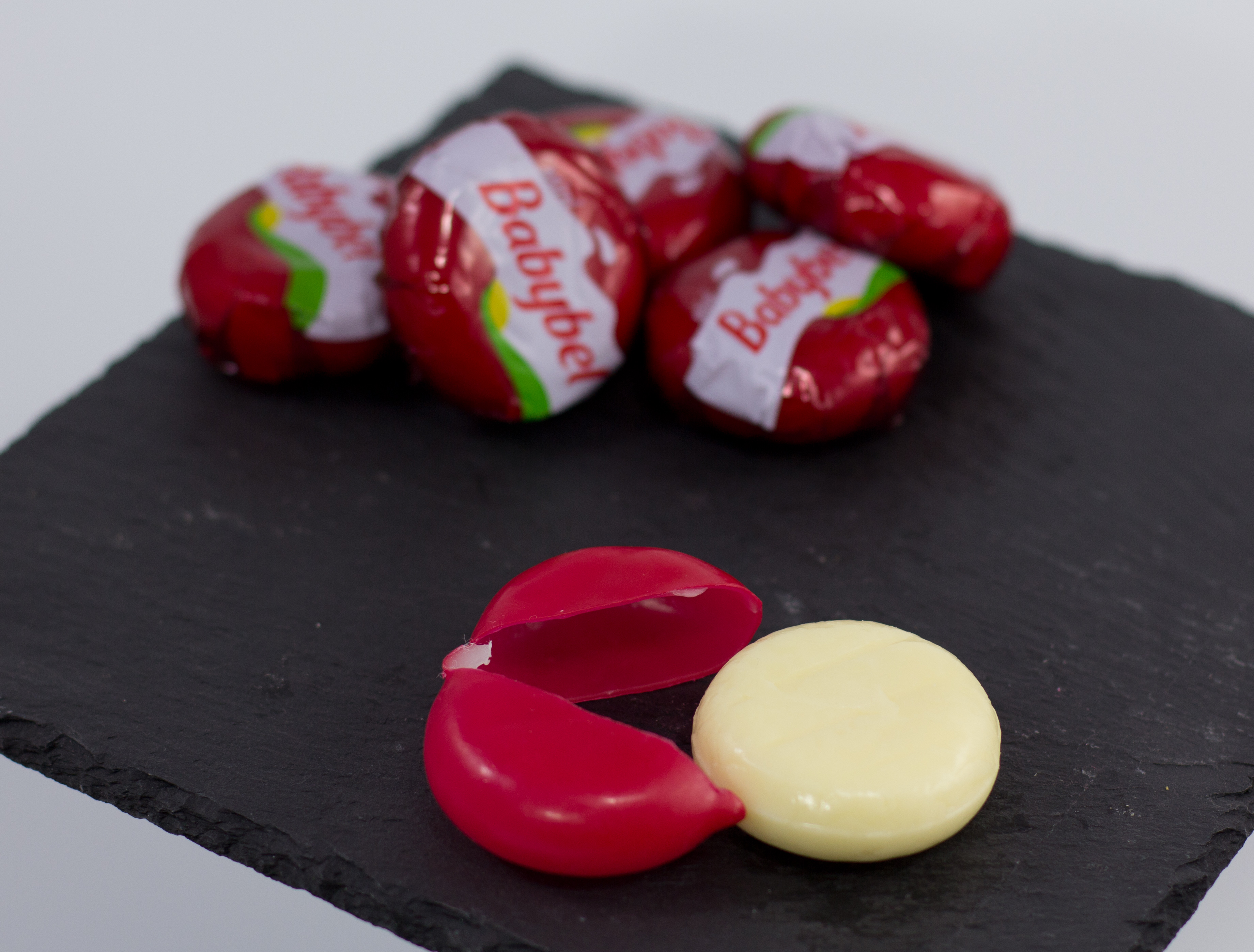
Сыры — Mini Babybel

Сыры Mini Babybeld производит компания Groupe Bel, в частности в США есть завод в Кентукки.
В марте 2016 года Bel Brands USA открыла новый завод в Брукингсе. В то время Bel Brands запланировала, что 250 сотрудников предприятия будут производить 1,5 миллиона сырных головок Mini Babybel в день.
В июле 2018 года Groupe Bel объявила, что в компании работает 12 700 сотрудников в 30 дочерних компаниях по всему миру, половина мирового производства Mini Babybel производится в Эвроне.

## Изготовление
Mini Babybel известен своей упаковкой, состоящей из сетчатого мешка, в котором каждый кусочек сыра заключён в смесь цветного парафина и микрокристаллического воска.
Mini Babybel различных вкусов продаются по всему миру.

## Описание

### Виды

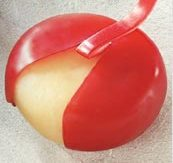
Снятая красная восковая оболочка с сыра «Babybel»

| Вкус                                  | Цвет | Примечания                                                                                 |
| ------------------------------------- | --- | ------------------------------------------------------------------------------------------ |
| Эдам                                  | Красный (весь мир) |                                                                                            |
| Эдам «светлый»                        | Красный с голубой полосой или голубой (Австралия, Франция, Испания, Великобритания, Ирландия, США и Канада)                                 | При поддержке —WeightWatchers в Канаде                                                     |
| Чеддер                                | Чёрный (Канада и США), оранжевый (Австралия) и фиолетовый (Испания, Финляндия, Великобритания, Ирландия, Норвегия, Швеция, Дания и Бельгия) | [ 10 ]                                                                                     |
| Эмменталь                             | Жёлтый (Канада — снято с производства, Испания, Греция, Германия и Бельгия)                                                                 |                                                                                            |
| Грюйер                                | Жёлтый (Канада) | [ 10 ]                                                                                     |
| Гауда                                 | Коричневый (США и Канада), Жёлтый (Великобритания и Ирландия) и Оранжевый (США, Канада и Норвегия)                                          |                                                                                            |
| Моцарелла                             | Зелёный (Канада, США и Греция) | [ 10 ]                                                                                     |
| Sharp Original (неизвестный тип сыра) | Пурпурный (США) |                                                                                            |
| Козий сыр                             | Зелёный (Великобритания, Ирландия и Канада — снято с производства, и Франция)                                                               |                                                                                            |
| Высокий протеин                       | Чёрный (Германия, Бельгия, Нидерланды, Италия, Австралия)                                                                                   |                                                                                            |
| Веган                                 | Зелёный, с листьями (США, Великобритания)                                                                                                   | Назван «растительным» в Великобритании и поставляется в закрывающемся пакете вместо сетки. |

#### Эдам
- Babybel Maxi — Только Эдам (Франция)
- Babybel Tranches — только Эдам (Франция, Бельгия)

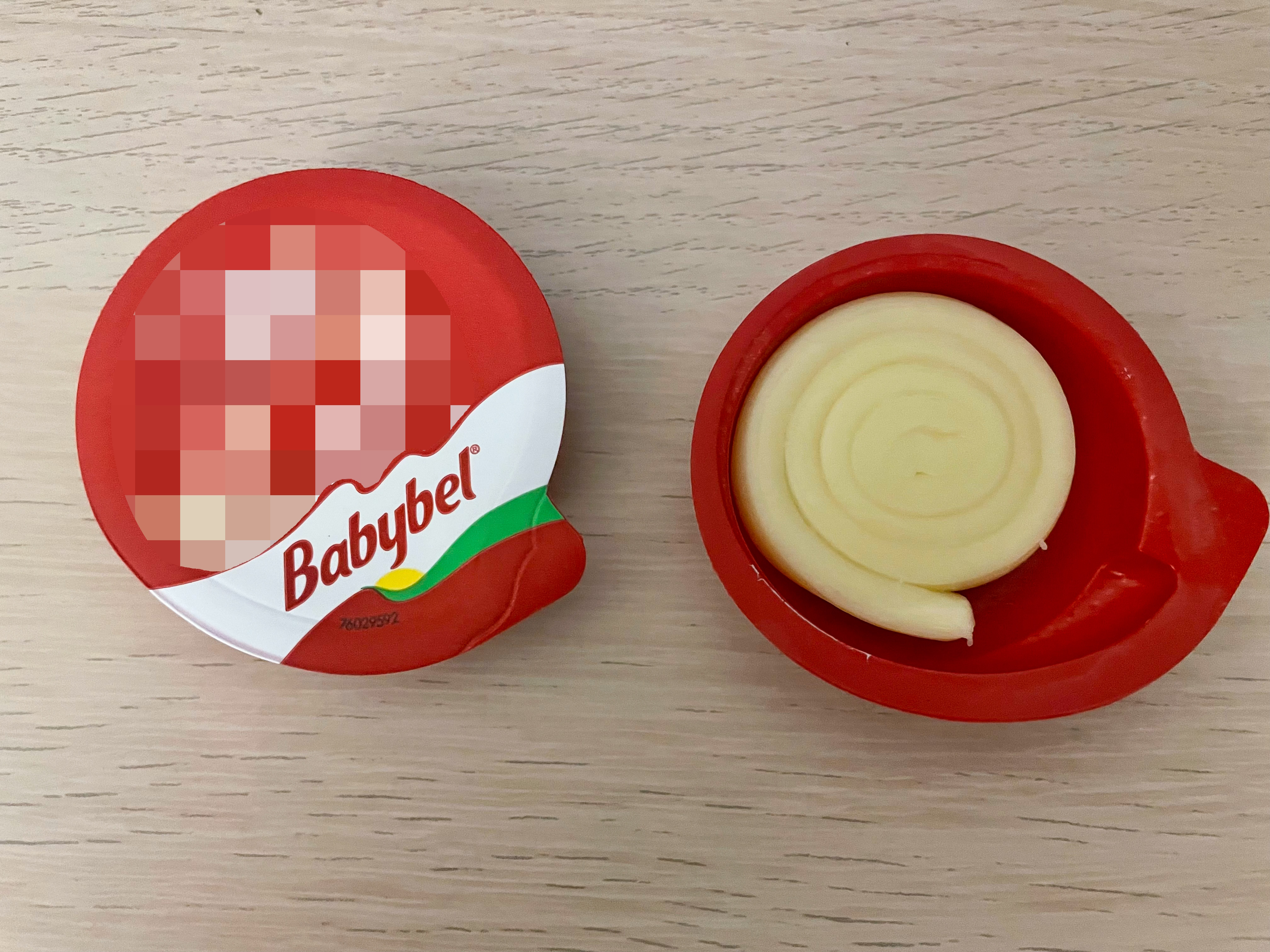
Мини сыры Babybel в пластиковой упаковке

## Реклама
Рекламный джингл, связанный с продуктом, основан на песне Barbara Ann группы The Regents. Использование этого джингла началось во Франции в конце 1970-х, а затем, к началу 1990-х, появилось в других частях Европы и франкоязычной Канаде.
Продукт позиционируется как закусочный сыр, который «всегда на ходу и готов ко всему» (англ. always on the go and ready for anything).
Реклама Babybel в Великобритании в конце 1990-х — начале 2000-х годов использовала слоган «Слишком вкусно, чтобы делиться» (англ. Too tasty to share).
С 2012 года песня Get in Line группы I’m from Barcelona была использована в рекламе сыра. Группе пришлось перезаписать песню с детским хором.
В августе 2012 года возникли разногласия по поводу использования в рекламе французского слогана «Des vacances de malade Mental» (рус. Каникулы для душевнобольных), который был сочтен оскорбительным для людей с трудностями в обучении.